# Quyền Anh ở Cuba

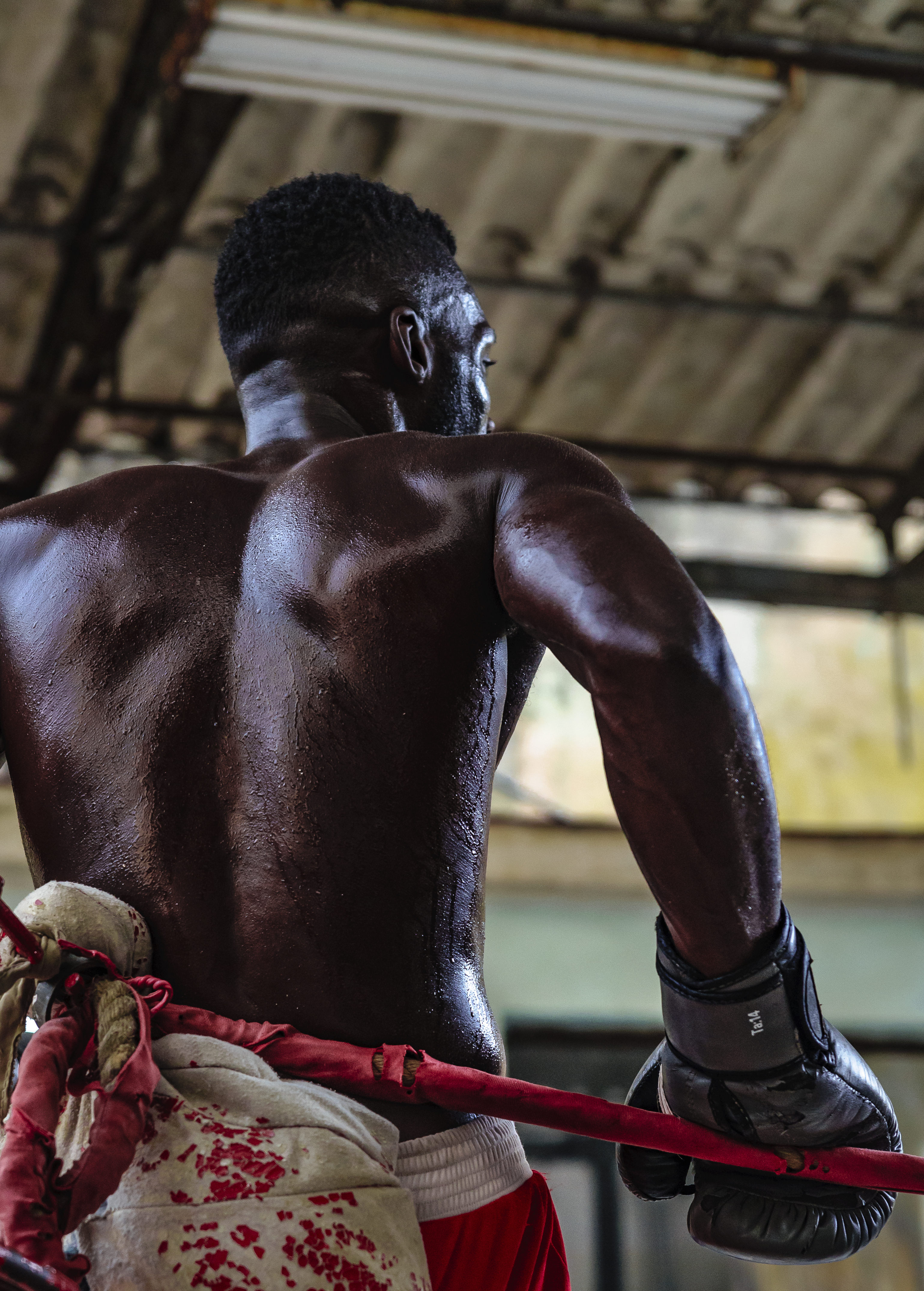
Một tay đấm Cuba

Quyền Anh ở Cuba (Boxing in Cuba) là một môn thể thao phổ biến ở Cuba. Tính đến năm 1992, theo thống kê đã có hơn 16.000 võ sĩ đấm đốc trên hòn đảo nhỏ bé này. Trên khắp Cuba hiện nay có 494 huấn luyện viên quyền Anh và 185 cơ sở tập luyện. Trong số 99.000 vận động viên ở Cuba hiện nay, thì có 19.000 là võ sĩ, bao gồm 81 người có đủ tiêu chuẩn để thi đấu Olympic, mặc dù chỉ có 12 người lọt vào đội tuyển Olympic Quốc gia. Danh tiếng của môn đấm bốc ở Cuba hình thành nên kỹ thuật chiến đấu của các tay đấm Cuba được truyền tụng và biết đến là Phong cách Cuba (Cuban style) với đặc trưng bộ pháp linh hoạt và kỹ thuật di chuyển bay bướm đầy chất nghệ sĩ. Quyền Anh chuyên nghiệp đã bị cấm từ năm 1962 cho đến tháng 4 năm 2022 khi lệnh cấm quyền Anh chuyên nghiệp đã được dỡ bỏ vào tháng 4 năm 2022 và tới tháng 12 năm 2022, Liên đoàn Quyền Anh Cuba cũng đã dỡ bỏ lệnh cấm quyền Anh nữ và tuyên bố thành lập đội tuyển nữ quốc gia.

## Lịch sử
Môn đấm bốc ban đầu xuất hiện ở Cuba như một điểm thu hút khách du lịch chủ yếu là các trận đấu tranh chức vô địch giữa các võ sĩ quyền Anh Bắc Mỹ trong mùa du lịch cao điểm. Năm 1909, Thủ đô Havana có trận đấu chuyên nghiệp đầu tiên. Năm 1910, một người Chile tên là John Budinich đã thành lập học viện đào tạo quyền Anh đầu tiên tại Havana. Hai năm sau, chính phủ cấm môn đấm bốc do bạo lực trên đường phố giữa người da đen và người da trắng. Các trận đấu quyền Anh phải diễn ra sau cánh cửa đóng kín khi nó trở nên phổ biến trên khắp hòn đảo. Mặc dù môn thể thao này bị cấm vào thời điểm đó, đối với tầng lớp thấp hơn, quyền Anh vẫn là tấm vé thoát nghèo của những tay đấm cũng như là hình thức giải trí ổn định và đáng tin cậy. Một trậu đấu rất nổi tiếng và gây tranh cãi đã diễn ra ở Cuba vào ngày 5 tháng 4 năm 1915, khi tay đấm Jack Johnson nhà vô địch hạng nặng thế giới, bảo vệ danh hiệu của mình trước Jess Willard. Willard đã giành được danh hiệu bằng một cú hạ gục ở hiệp thứ 26. Cuộc chiến giữa hai người Mỹ này gây tranh cãi vì có nhiều tin đồn rằng Johnson đã để Willard giành chiến thắng trong trận đấu.

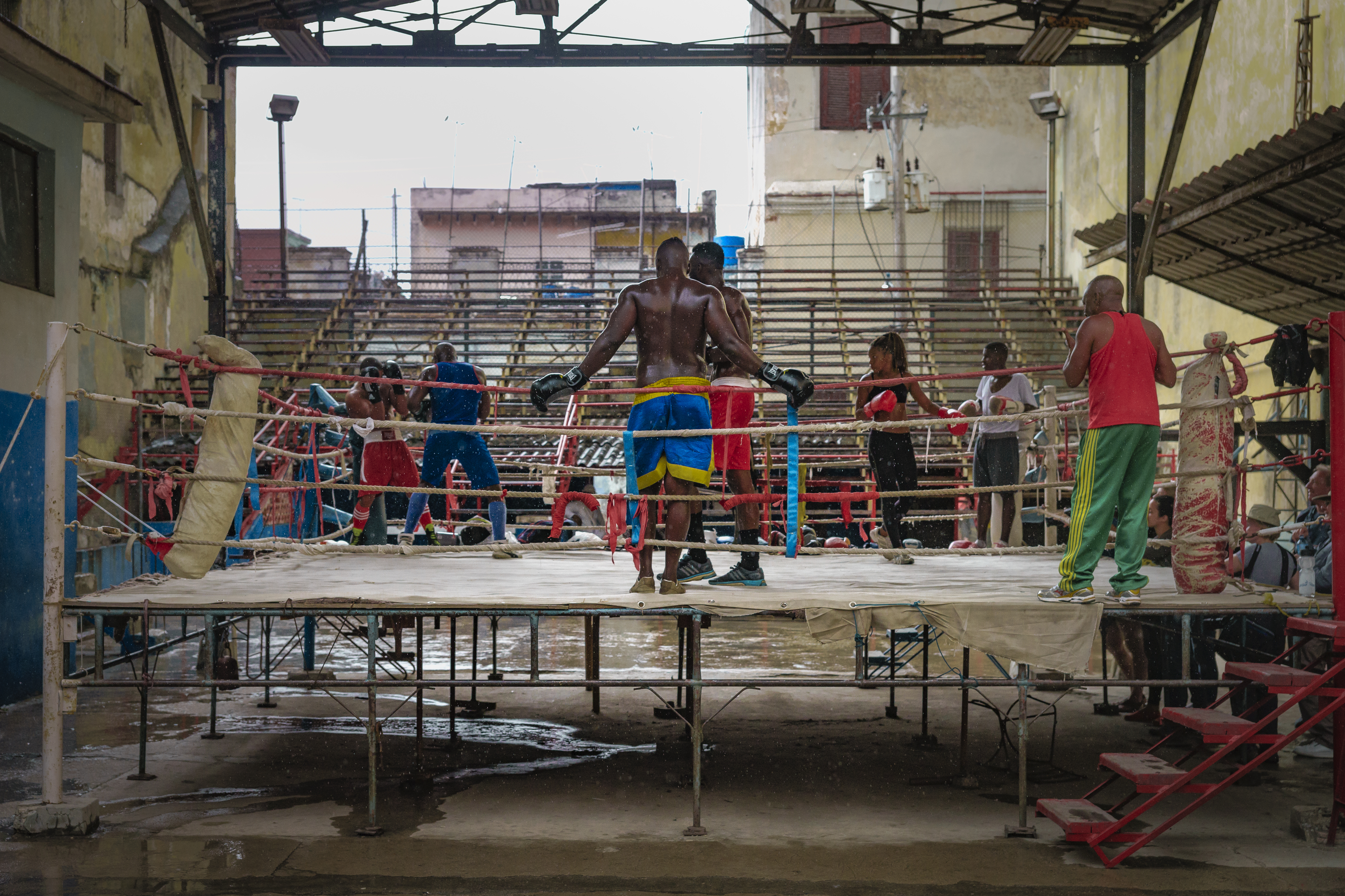
Một phòng tập luyện đấm bốc ở Cuba với trang thiết bị nghèo nàn, thiếu thốn, tồi tàn

Nhận thấy tiềm năng của môn quyền Anh trong việc giúp các gia đình thoát khỏi cảnh nghèo đói và mang lại sự giải trí cho đám đông, vào ngày 13 tháng 12 năm 1921, Cuba đã quyết định cho quyền anh một cơ hội khác và hợp pháp hóa quyền Anh bằng cách thành lập Ủy ban quốc gia về quyền Anh và đấu vật. Việc dỡ bỏ lệnh cấm đã mang lại nguồn thu từ khách du lịch với các trận đấu. Nhiều năm sau, một học viện quyền Anh quốc gia được thành lập để đào tạo các vận động viên tài năng. Cuộc thi nghiệp dư Golden Gloves trong thập kỷ tiếp theo cũng đã xuất hiện. Đến năm 1959, Cuba có sáu nhà vô địch thế giới chuyên nghiệp được coi là những người sáng lập ra môn quyền Anh và được coi như là những người anh hùng dân tộc của Cuba. Những võ sĩ này bao gồm Gerardo “Kid Gavilán” González, Benny Paret và Eligio “Kid Chocolate” Sardinas. Bất chấp lời hứa hẹn về sự thịnh vượng của môn thể thao này, các võ sĩ Cuba kiếm được nhiều tiền trên võ đài hầu như thường chết trong cảnh túng thiếu. Một số võ sĩ cũng có quan hệ với Mafia và dính vào những vấn nạn tham nhũng khác. Danh tiếng quyền anh của Cuba cũng thu hút cả các võ sĩ nước ngoài, chẳng hạn như Jack Johnson, Jack Dempsey, Jess Willard, Joe Louis, Joe Brown và Sugar Ray Robinson. 
Mặc dù Cuba có truyền thống thi đấu quyền Anh chuyên nghiệp tốt, nhưng nước này không giành được huy chương Olympic môn quyền Anh cho đến sau năm 1959 do nguồn lực đáng kể được dành cho việc phát triển vận động viên sau cuộc cách mạng Cuba. Năm 1961, cùng với các môn thể thao khác, chính quyền Cách mạng đã ra lệnh cấm quyền Anh chuyên nghiệp. Tuy nhiên, nhờ khoản đầu tư tài chính khổng lồ của Chính phủ Cuba thì đất nước Cuba đã tạo dựng được danh tiếng trong môn quyền Anh Olympic. Tại Thế vận hội Mùa hè 1968, Cuba đã giành được hai huy chương bạc. Tại Thế vận hội Mùa hè 1980, các võ sĩ Cuba đã càn quét các đấu trường, giành được mười huy chương, sáu trong số đó là huy chương vàng. Tại Thế vận hội Mùa hè 1992 ở Barcelona, người Cuba đã vượt qua chính mình, với bảy huy chương vàng và hai huy chương bạc. Đến những năm 1980, các võ sĩ quyền Anh Cuba đã thống trị tất cả các cuộc thi nghiệp dư quốc tế lớn, bao gồm cả Thế vận hội. Trong suốt lịch sử Olympic của mình, Cuba đã giành được 37 huy chương vàng (tổng cộng 73 huy chương) ở bộ môn quyền Anh, đứng thứ hai trong bảng tổng sắp huy chương mọi thời đại ở Quyền Anh tại Thế vận hội Mùa hè. Cuba là quốc gia duy nhất có hai nhà vô địch Olympic ba lần Teofilo Stevenson và Félix Savón.

## Đào tạo
Là một cường quốc quyền Anh nghiệp dư, Cuba đã giành được 41 Huy chương Vàng quyền Anh Olympic khi chỉ đứng sau Mỹ. Do lệnh cấm vận của Mỹ nên người dân Cuba đã phải đối mặt với tình trạng thiếu lương thực, thuốc men và nhiên liệu những thứ cần thiết cho bất kỳ chương trình đào tạo cơ bản nào dành cho các vận động viên thể thao trong nhiều thập kỷ qua. Tuy nhiên, bất chấp những thiếu thốn về vật chất đó, các võ sĩ quyền anh của Cuba vẫn liên tiếp giành chiến thắng tại các kỳ Olympic. Kể từ năm 1972, các võ sĩ Cuba đã giành được hơn 40 huy chương vàng Olympic - một thành tích đáng kinh ngạc mà không quốc gia nào khác ngoài Mỹ có thể so sánh được. Tay đấm Stevenson từng được thọ giáo các chuyên gia quyền Anh Liên Xô, khi mà Liên Xô cử nhiều huấn luyện viên sang hỗ trợ phát triển quyền Anh nghiệp dư Cuba, để hướng đến kỳ giải Olympic Munich 1972, để rồi chính họ cũng không thể ngờ, quyền Anh Cuba, cùng với Stevenson, đã có sự phát triển mạnh mẽ, vượt mặt của quyền Anh Liên Xô ở kỳ Thế vận hội trên đất Đức, thậm chí ở cả nhiều kỳ Olympic mùa Hè sau này. Ở thời điểm đó, Cuba chọn ra lứa vận động viên quyền Anh tài năng để các chuyên gia Liên Xô hướng dẫn và tập luyện. La Finca hay còn gọi là Trường quyền anh Quốc gia là ngôi trường dạy boxing lâu đời ở Thủ đô Havana, Cuba. Mặc dù, cơ sở vật chất ở đây còn rất thiếu thốn, có rất ít thiết bị hiện đại để luyện tập, ngay cả hệ thống máy tính để giám sát trận đấu cũng không được lắp đặt. Thế nhưng, La Finca lại được đánh giá là một trong những lò luyện boxing tốt nhất thế giới và là một cơ sở huyền thoại đã đón rất nhiều thế hệ các võ sĩ trên khắp thế giới đến đây để tập luyện và phát triển.. 

## Hình ảnh

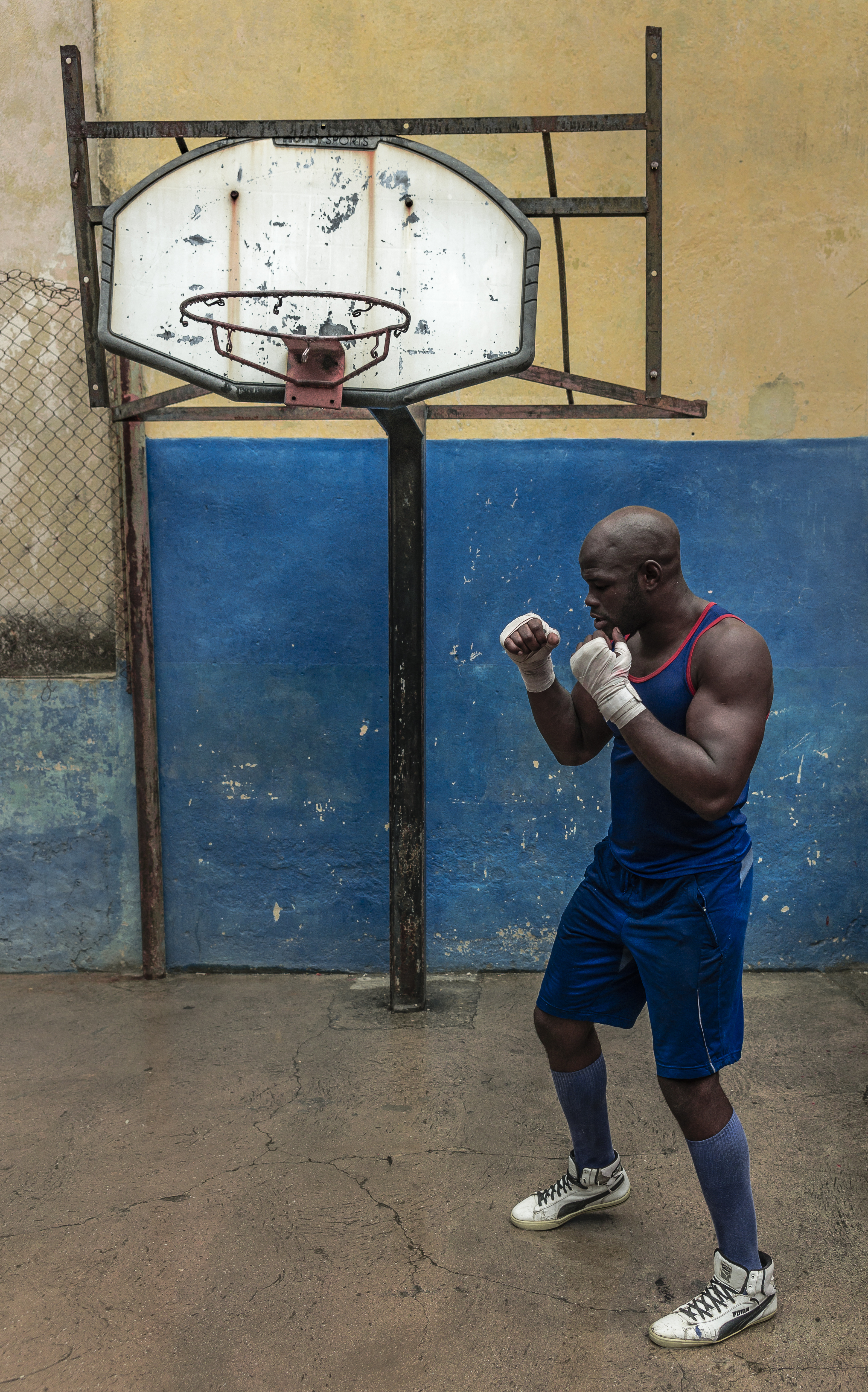
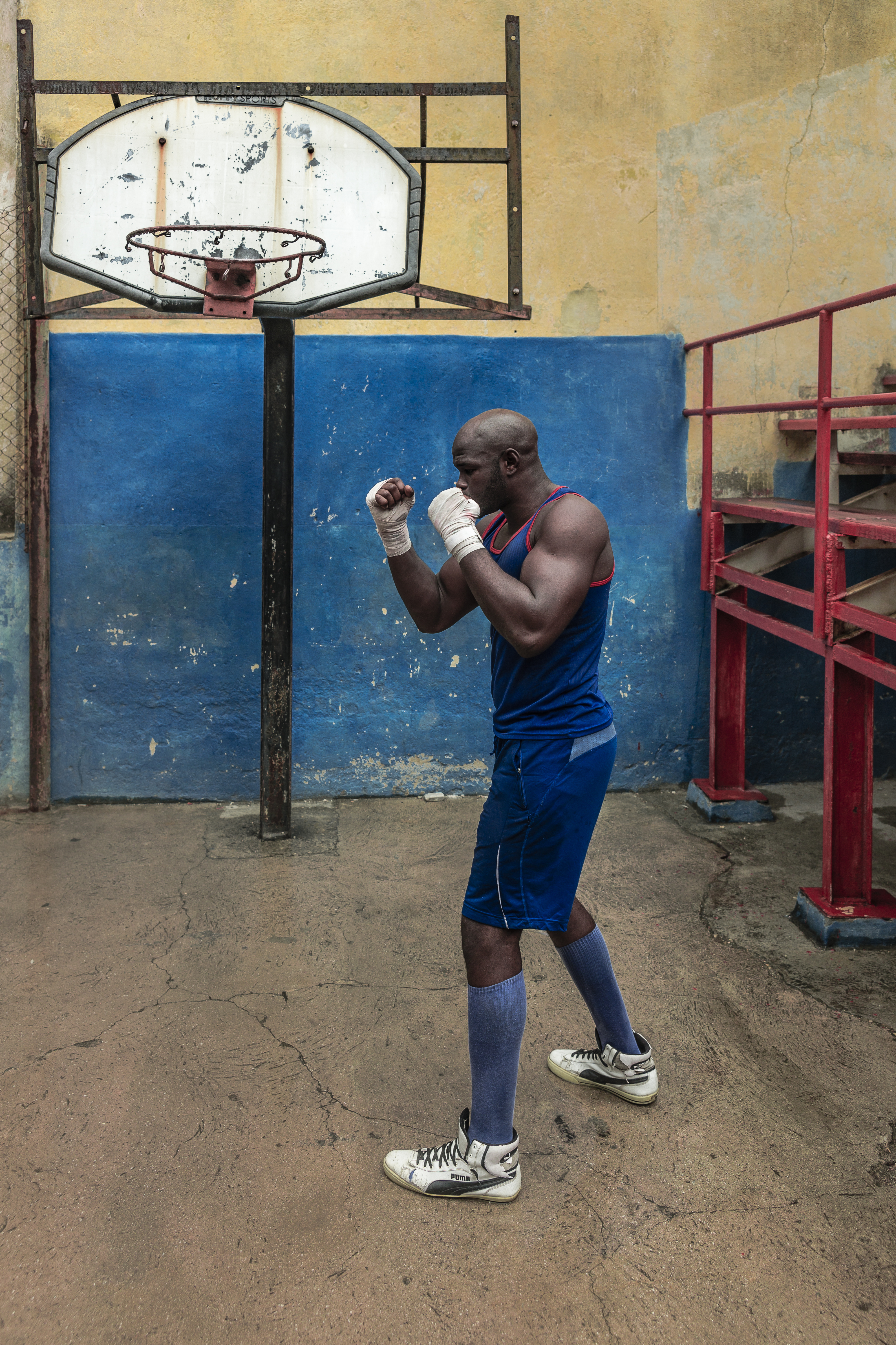
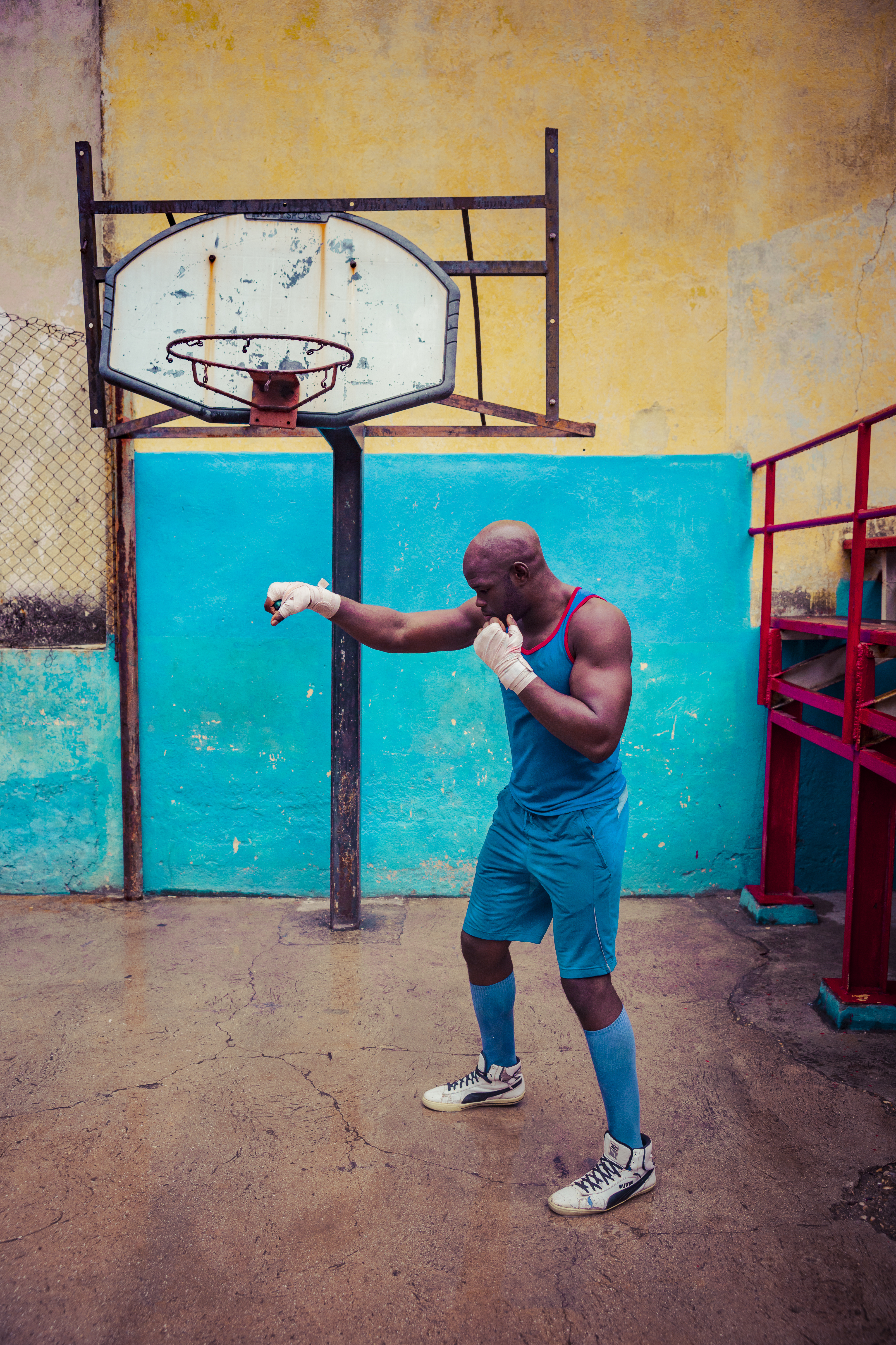
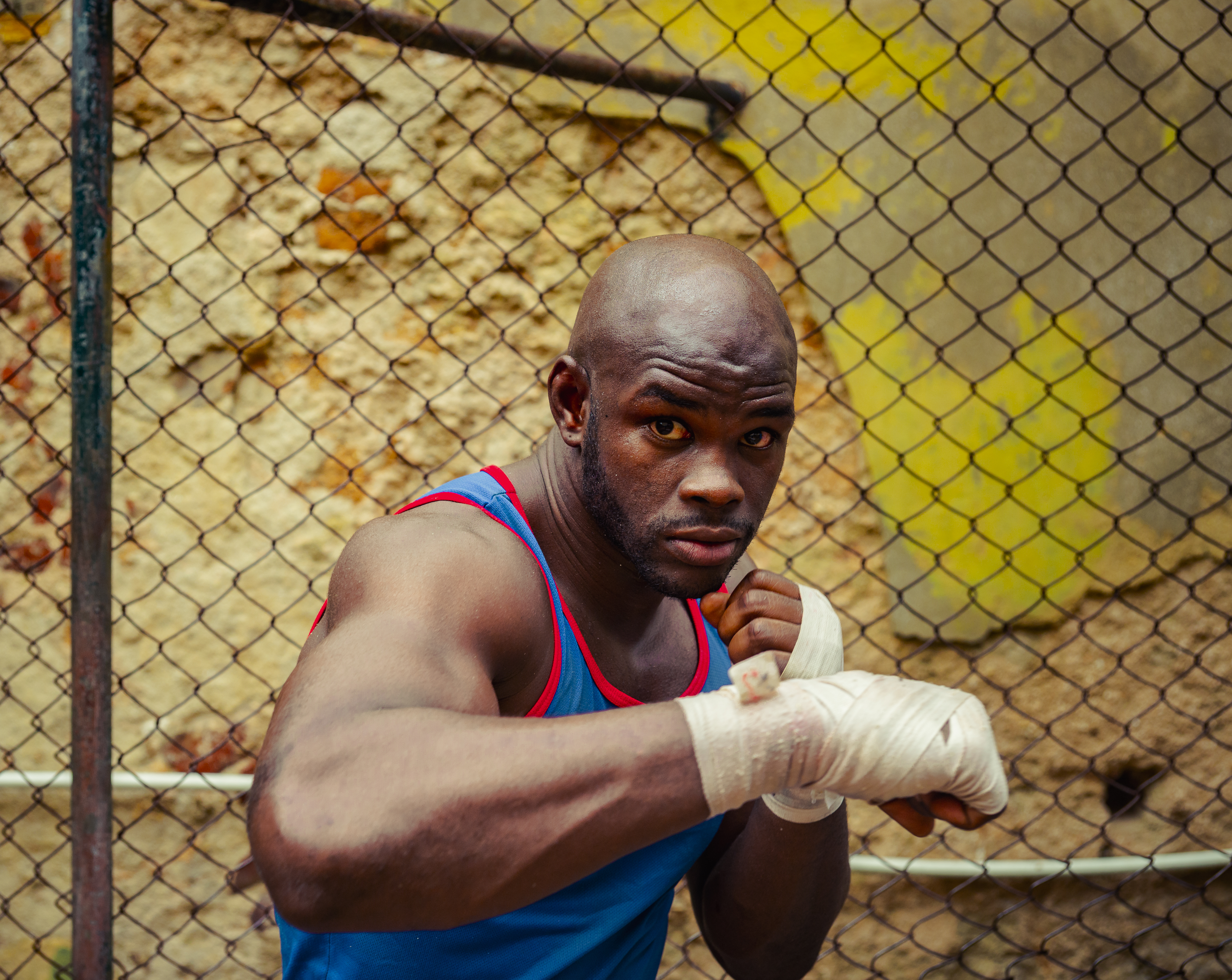
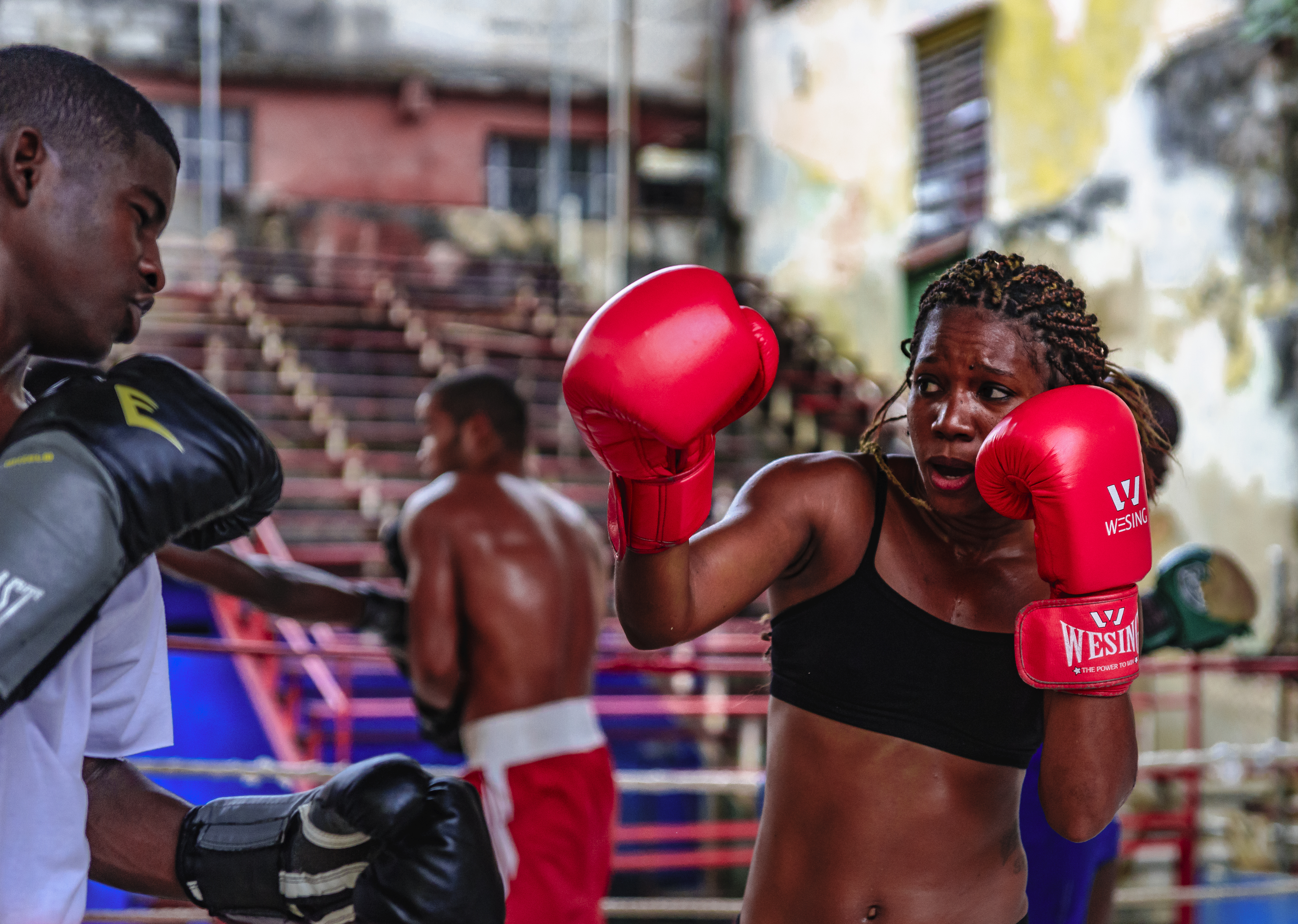
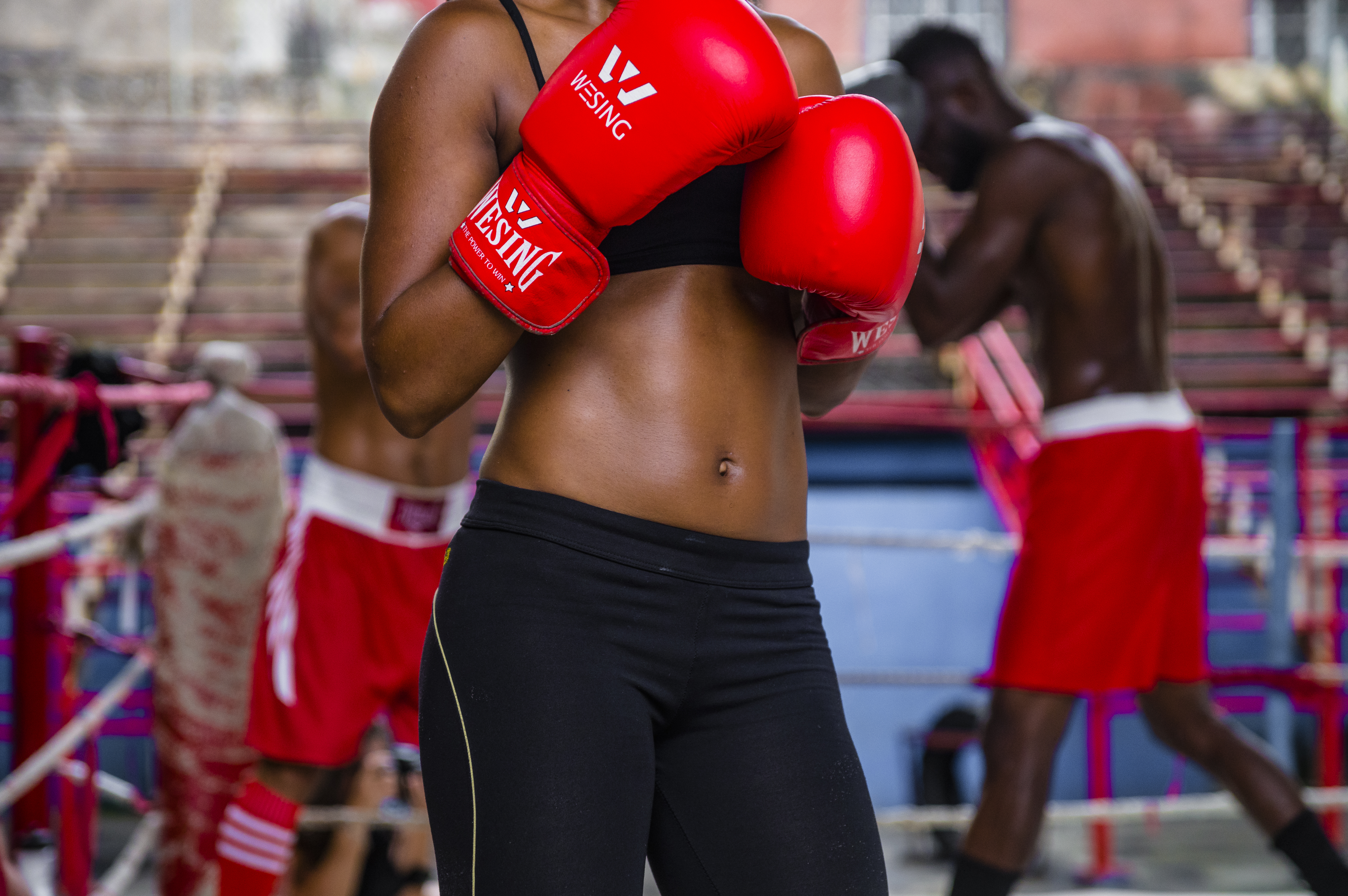
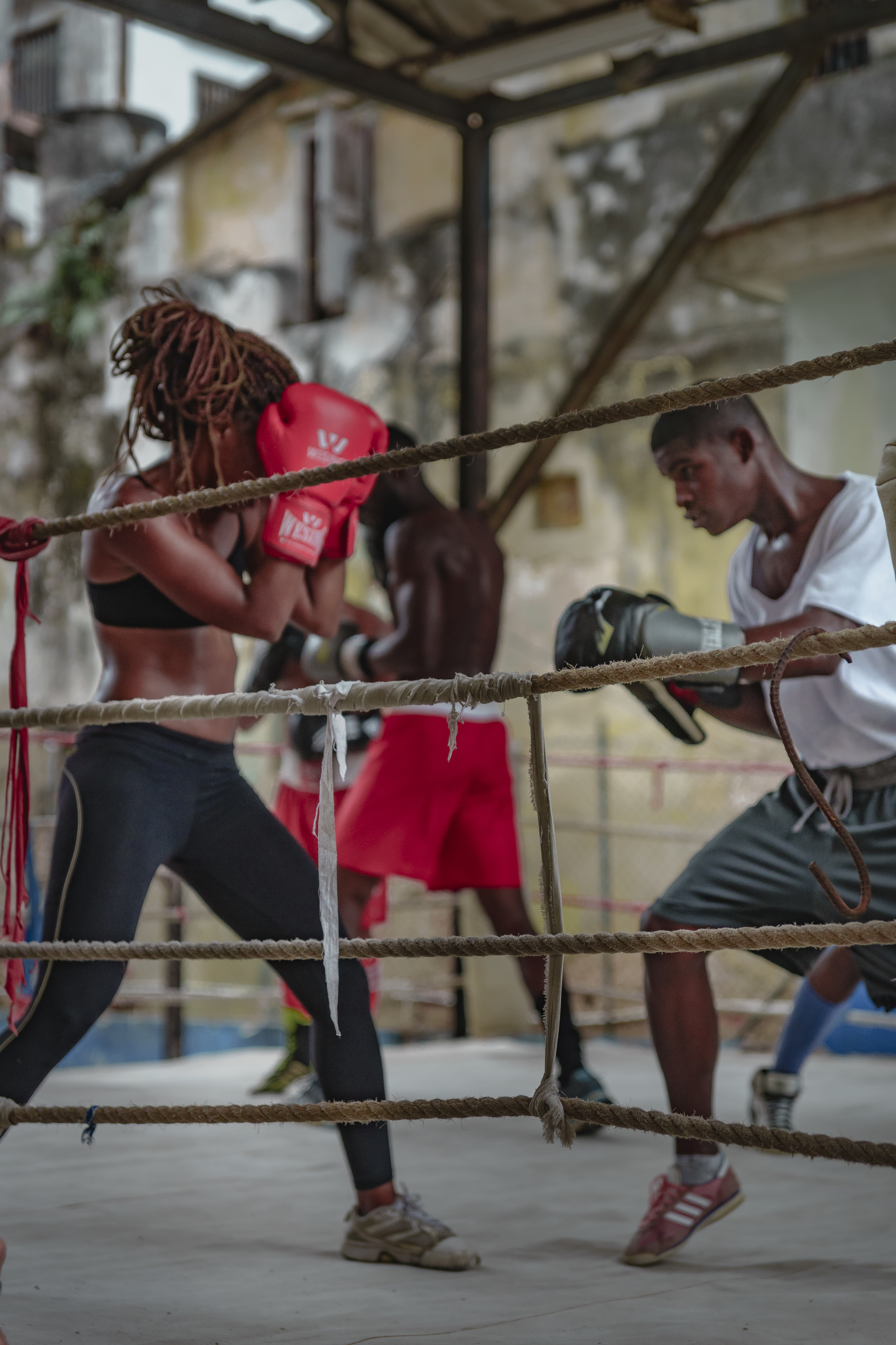
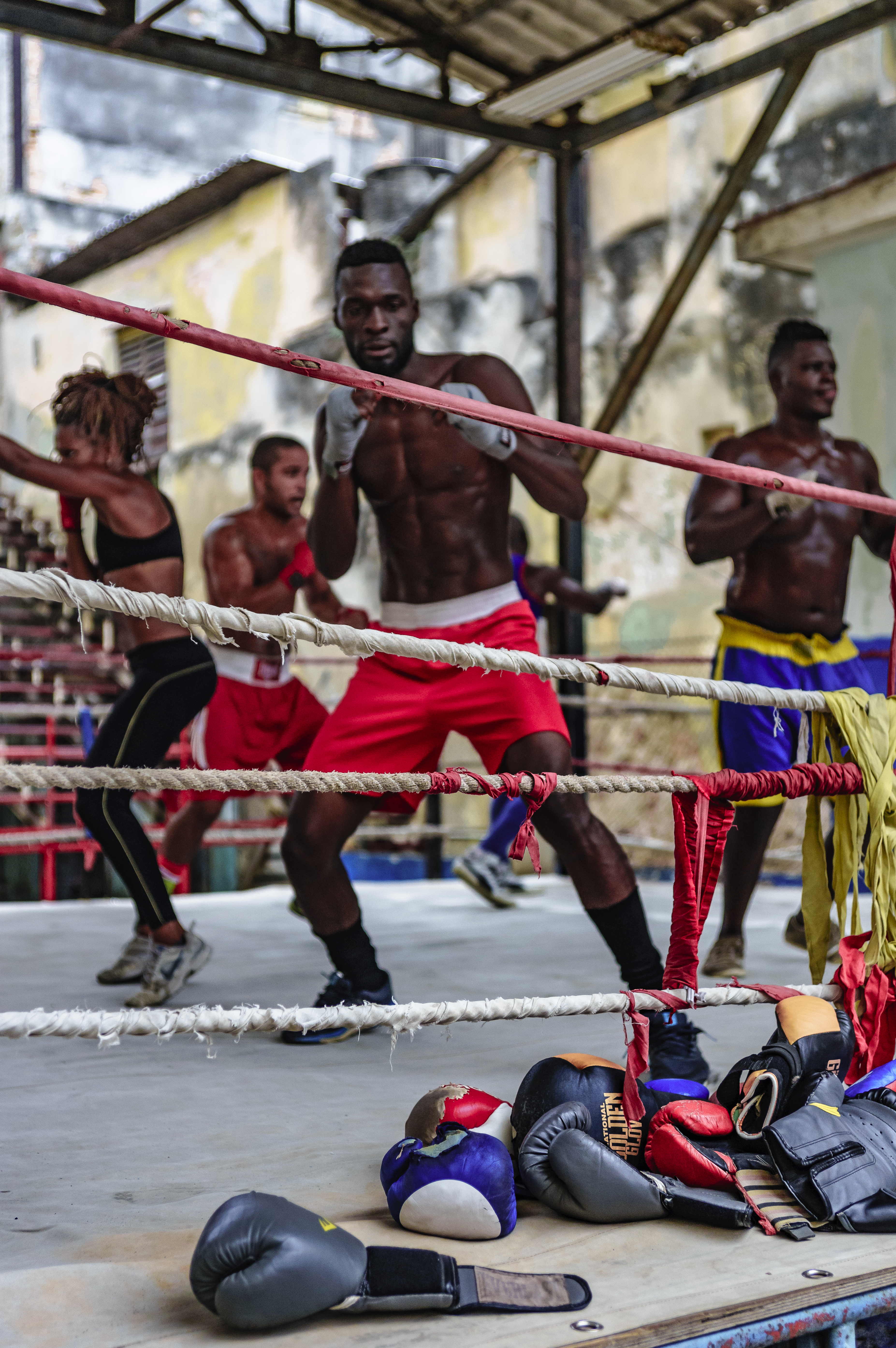
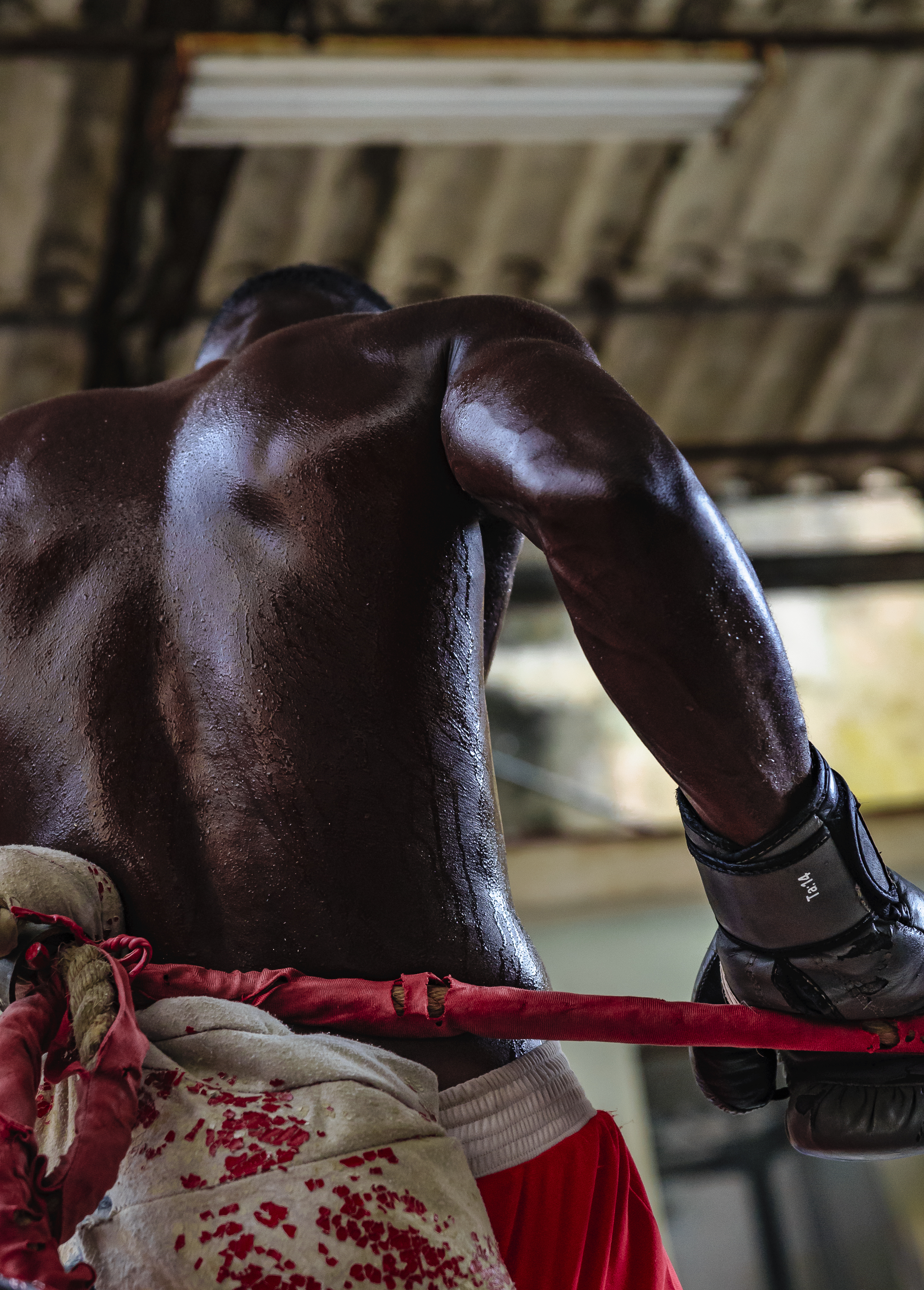
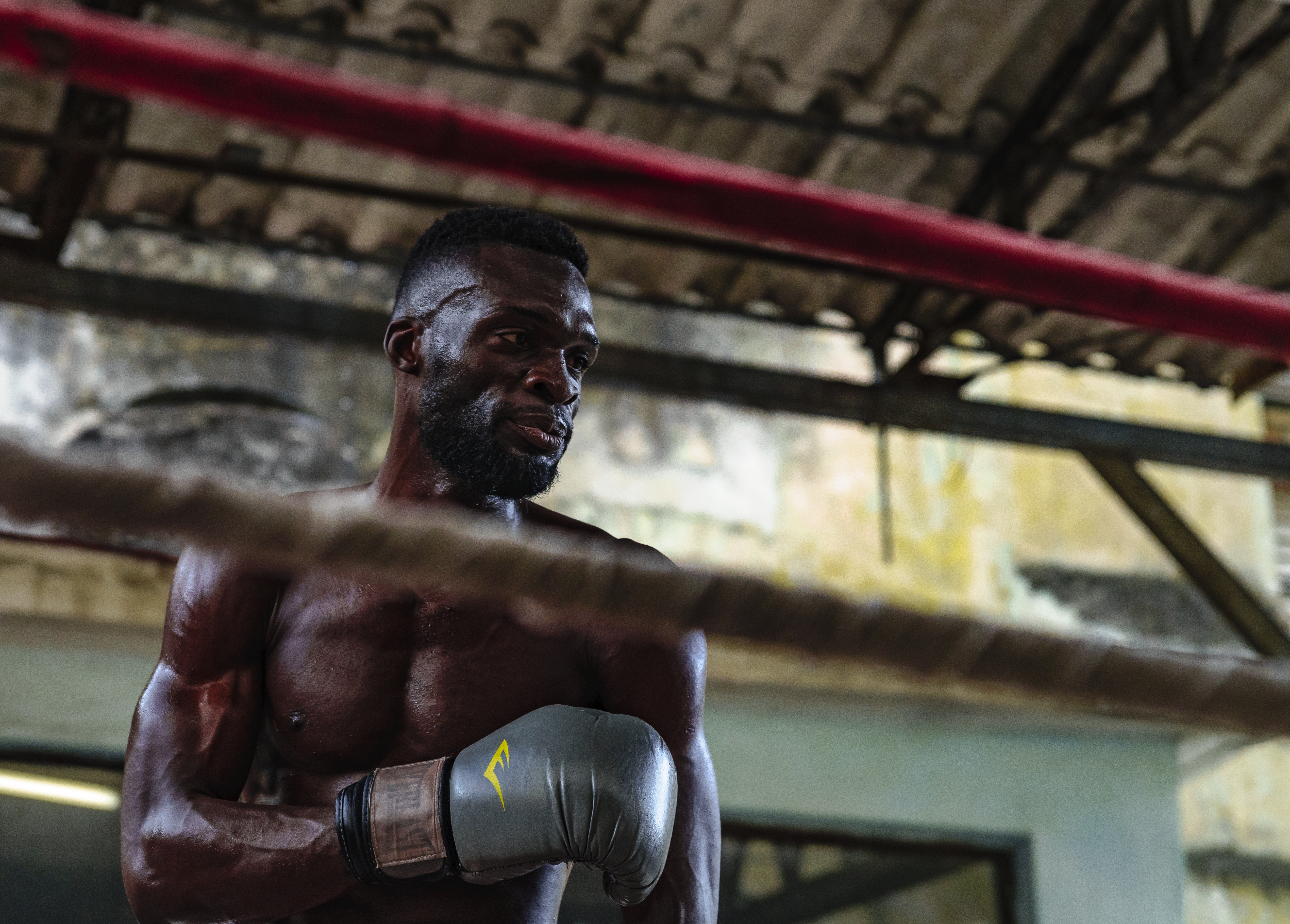
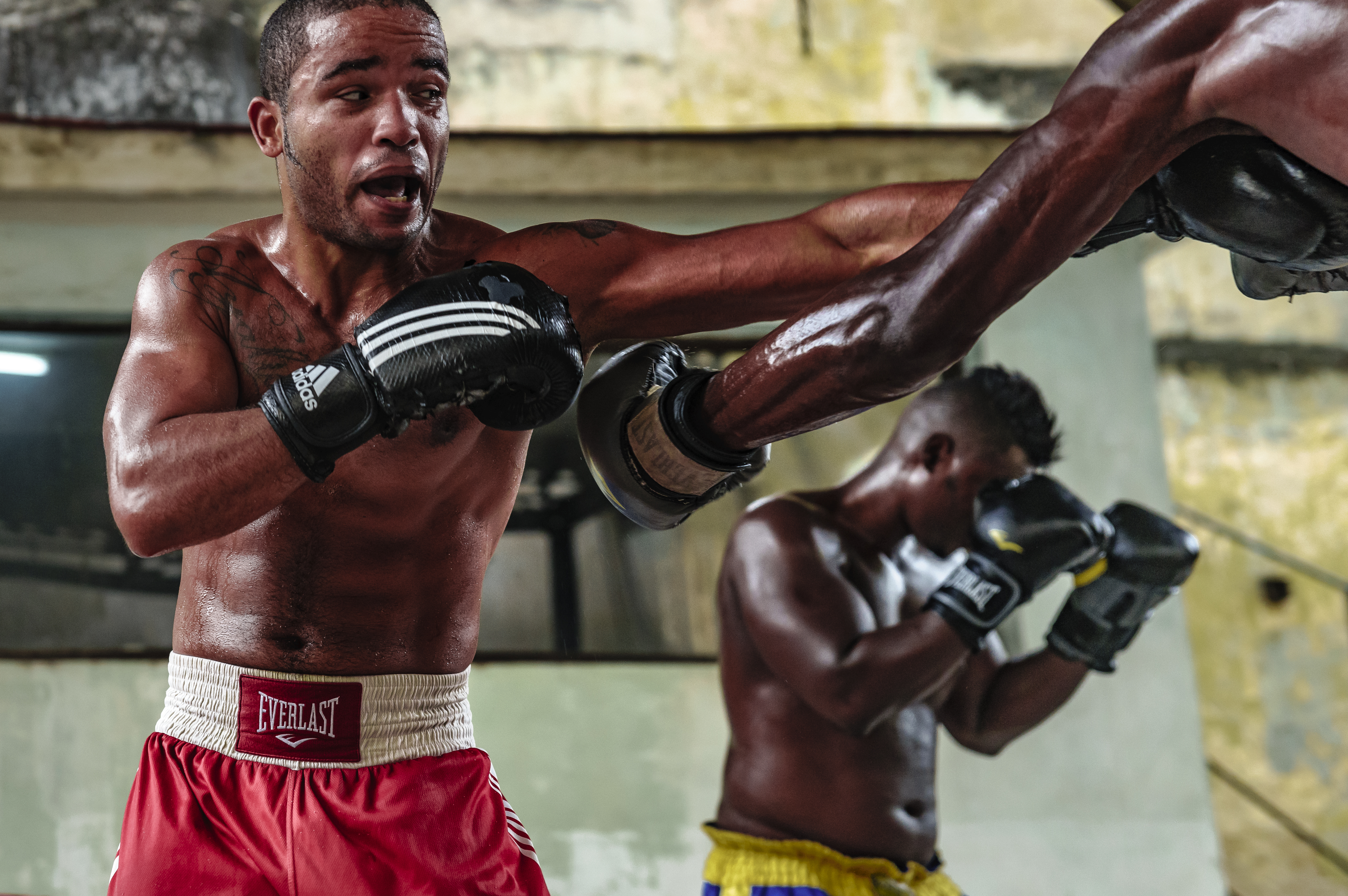